# Cécile Monnier
Cécile Monnier, z domu Thuret (1866-1956) – matka Pierre Monnier, była francuskim medium, która twierdziła, że otrzymywała przekazy od 5 sierpnia 1918 do 19 stycznia 1937 przez pismo automatyczne od syna który zginął w bitwie w 1915 roku.
Pierre Monnier, urodzony w 1891 roku, wnuk marszałka Gabriel Jean Joseph Molitor i stryjeczny wnuk marszałka Neya, ukończył drugi rok służby wojskowej od wypowiedzenia wojny. Na jego prośbę, wyjechał na front 6 sierpnia, jako porucznik rezerwy 46 pułku piechoty. Brał udział w wielu walkach w Belgii, Stenay.
W Fossé, w departamencie Moza, pocisk przebił jego ramię ; pomimo kontuzji pozostał na czele swoich ludzi, aż po walce nie ewakuowawszy się zdobywa niemieckie okopy. Ledwo uzdrowiony, znajduje się w Argonne, gdzie został mianowany porucznikiem.
Zginął na froncie w Argonny, w wąwozie Meurissons, 8 stycznia 1915 w wieku 23 lat, "wyrusza na spotkanie wrogów, którzy forsują pierwszą linię okopów, zostając trafiony kulą w serce".
W poniedziałek, 5 sierpnia 1918, pani Monnier wewnętrznie postrzega komunikat, który jej syn daje jej :
Nie myśl o niczym ! Pisz !
Ona szuka ołówka, bierze mały notatnik i notuje :
Tak, to ja, który poprosił cię o pisanie. Myślę, że w ten sposób będzie się łatwiej porozumieć. Jestem tak szczęśliwy że mogę z tobą porozmawiać jak dawniej…
Wyjątkowość przekazów (Pierre'a Monnier) w porównaniu do przekazów od innych synów do ich matek (do Jeanne Morrannier, Marcelle de Jouvenel) lub do ojca (Paul Gourvennec) polega na tym, że mają miejsce w środowisku protestanckim, w którym kwestię życia po śmierci postrzega się z ogromną nieufnością, która wynika ze zbyt dosłownego rozumienia treści biblijnych, jak np. komunikacji Saula z duszą proroka Samuela. (1 Sm 28)

## Treść wiadomości
W swoich przekazach rzekomo pochodzących z zaświatów, Pierre Monnier rozwija wiele pomysłów teologicznych.

### Prawdziwość tekstów biblijnych
- Oświadcza że święty Jan jest autorem głównym i bezpośrednim a nawet uprzywilejowanym świadkiem życia Jezusa[2]. Pierre Monnier mówi w swoich przekazach o złożoności redagowania Ewangelii, jako że wspomina jednocześnie rolę, jaką w tym redagowaniu pełnili jego duchowi synowie.
- Atrybuty Listu do Hebrajczyków Sylwana[3].
- Broni idei zgodnie z którą jeśli w Ewangeliach nie zawsze słowa Jezusa są przedstawiane literalnie to są przestawiane dobrze « Jego myślenie i Jego wola które powstały przez apostołów », u synoptyków jak u Jana[4].
- Uważa on że Stary Testament może zawierać błędy materialne ale one nie są szkodliwe dla wiary, ponieważ nie zawierają błędów duchowych[4].

### Chrystus
- Potwierdza niepokalane poczęcie Chrystusa i podkreśla rolę Maryi[3]. Jezus narodził się z niewiasty, córy Dawida, aby spełnić obietnicę Boga ; ale Jezus nie miał ojca w ciele[5].
- Mówi że Gwiazda Betlejemska była aniołem wysłanym przez Boga[3].
- Wspomina wizytę Jezusa u tych, którzy zmarli przed nim, nie jako mit, a fakt związany z kazaniem Chrystusa w zaświatach opisanym przez św. Piotra[6] i tłumaczy, że niektórzy zmarli (ich dusze) są wydelegowani przez Boga do głoszenia Ewangelii dla tych, którzy nie poznali jej na Ziemi[7][a].

### Sakramenty
Przekazy przypisywane Pierre Monnier bronią tezy, że spowiedź jest « jednym z najbardziej niezbędnych obrzędów oczyszczających. » Mówi też istnieje duża luka w protestanckim kulcie : niedobór komunii. Według Pierre, to nie jest symbolem.
Według przekazów, Zgodnie z przekazami, ten odłam protestancki chrześcijaństwa, z którego wywodzi się Pierre Monnier, pomija tę zasadniczą i nieodzowną powinność/prawdę, nie jest jej świadomy.

### Materia i duch
Według przekazów przypisywanych Pierre :
- nie ma rozdziału pomiędzy światem materialnym a światem duchowym, pomiędzy światem widzialnym a światem niewidzialnym, duch i materia to to samo, ale w różnym stopniu kondensacji[11];
- W swoim duchu człowiek składa się z tej samej substancji co Bóg i w tym aspekcie jest On naszym Ojcem. Ta współistotność między człowiekiem a Bogiem jest zachowana w pełni (bez zmian) w Chrystusie[12][b];
- Dusze są wibracjami Boskiej substancji, wytworzonymi w Centrum przyciągania i odpychania jednoczesnego wraz z najróżniejszymi alternatywami. To sprawia, że taka wibracja, która wyszła z Centrum początkowego i nadającego jej ruch, jest jednocześnie przyciągana i dąży do powrotu do swojego punktu początkowego. Dusza zrodzona z Boga, współistotna Boskiej naturze, cierpi z powodu oddalenia od Boga, co skutkuje uaktywnieniem w niej naturalnych sił do działania, wywodzących się z jej pierwiastków składowych: samego Boga[13]. »

### Wykup na Ziemi
Miłość może wymagać od niektórych udziału w cierpieniu w perspektywie zbawienia, jednak nie wolno godzić się na cierpienie, ani też jego szukać w życiu, jedynie w przypadku, kiedy to sam Bóg wyrazi taką wolę. Cierpienie przyjęte na skutek (w wyniku, poprzez) miłość nie zawsze jest z woli Boga, jednak Bóg na nie pozwala w celu zbawienia grzeszników. Pierre przywołuje dusze dotknięte przez « Palec Boży : Chrystusa. [...] Ten Palec wnika w największą głębię duchową stworzenia, przecina ją jak skalpel w rękach uzdrowiciela nie troskającego się cierpieniem, jakie zadał, jeśli to cierpienie ma na celu przywrócenie gasnącego życia. W zbawczym zranieniu, możliwe jest, aby dostrzec zło dotychczas ukryte... ukrytą gangrenę, która zjada i niszczy śmiertelne ; ale natychmiast pielęgnuje czule i stale wywierane – powiedziałem czule, choć zdaje się jest bezwzględne ! Cierpienie dyskutuje, cierpienie krzyczy a rana jest delikatnie niepohamowana, ponieważ nic niej jest ważniejsze niż zbawienie, które wymaga miłosiernego okrucieństwa. »

### Wykup w zaświatach
Przekazy potwierdzają zstąpienie Chrystusa/Miłości do « mroków zewnętrza » jeszcze zanim pocieszył apostołów, w celu ofiarowania strapionym duszom chwalebnej pewności, że istnieje dla nich światło na ich ciemnej drodze łez i żalów. » Według przekazów, w ojczyźnie duchowej, gdzie aniołowie wieczności zajmują się odkupieniem tych skazańców, którzy nie stracili nadziei, zmiana jest możliwa. Zstąpienie Jezusa po własnej śmierci, aby zatrzymać tych, którzy zmarli przed Nim, nie jest mitem, ale odpowiada rzeczywistości opisanej przez świętego Piotra w Nowym Testamencie.

### Pochodzenie człowieka
Według przekazów byli ludzie przed tym, którego Biblia nazywa Adamem ; Ludzkość, w porównaniu do świata zwierzęcego, ewoluowała bardzo powoli. Jednak człowiek zwany Adamem, jak tylko napełnił się duchowym tchnieniem Boga, stał się rzeczywiście Pierwszym Człowiekiem, mimo iż jego przodkowie istnieli na długu zanim Adam pojawił się na świecie. Jednakże te pierwotne istoty bardzo słabo zdawały sobie sprawę z wszechmogącej Siły, która nad nimi panowała: Boga. Pewność istnienia Boga to były jednak duchowe narodziny człowieka w Adamie. [...] Adam, to symboliczne imię ludzkości, która dotarła na szczyt ewolucji fizycznej swojego zwierzęcego ciała zgodnie z wolą Boga, w związku z czym stała się zdolna przyjąć duchowe tchnienie. Bóg przygotował dla duchowego człowieka, który zbuntował się w sferach niebiańskich, ciało, które musiał przyjąć i które rozwijało się powoli i stopniowo, tak samo jak formował się sam świat ziemski. »
Każdy człowiek ma duszę, zawierającą w niej tchnienie Boga ; będąc Bogiem w człowieku, pozwala mu powiedzieć jak Bóg : Ja jestem. Ta cząstka człowieka, tchnienie Boga, jest osobowość, która pozostaje i jest powołany do wieczności. Dusze w perspektywie substancji duchowych uformowanych przez Boga, byłyby 'możliwościami dusz' pochodzącymi bezpośrednio z myśli twórczej Boga i które działania małżeńskie przywołują do definitywnego narodzenia się. Bóg pozostawia niezależną tę maleńką cząstkę siebie samego (człowieka) tylko po to, żeby umożliwić jej samodzielne uszlachetnienie się. Gdyż On lubi każdą walkę, którą wieńczy i uświęca zwycięstwo duchowe.

### Grzech pierworodny
Według przekazów, człowiek wcześniej pojawił się na ziemi jak duch niedaleko Boga. To jego sprzeciw (niezgoda) poprowadził go do dobrowolnego 'wygnania' na Ziemi, która jest miejscem podnoszenia się i pojednania, a nie kary, polem doświadczeń. Na ziemi, dusze pracują dla ich rodzin. Cierpienia, które wydają się być nieusprawiedliwione odpowiadają ostrzeżeniu lub karze, ale nie osobistej a solidarnej (w sensie – dotyczącej całego rodzaju ludzkiego). Jeśli grzechy ojców mogą działać na synów, tak samo jest z próbami czynienia dobra. Postać ciała jest wynikiem pychy i buntu ludzkości. Nieuzasadnione jest w tej perspektywie mówić, że teoria grzechu pierworodnego implikuje takie posunięcie Boga, że stworzył ludzkość, która nie ma możliwości uniknąć grzechu, gdyż ten grzech pierworodny został popełniony przez ludzkość, zanim dostała materialne ciało.

### Poza
Przekazy potwierdzają, że dusze mogą mieć poprawę i test, który można porównać do czyśćca teologii katolickiej : « nie są naprawdę inne kary niż wyrzuty sumienia i wstyd że otrzymali tak dużo a tak mało odpowiedzieli na hojność Boga. Boże miłosierdzie z taką samą radością, delikatnością co i powagą obejmuje wszystkich skruszonych winowajców, kiedy gorliwie poszukują zapomnianej na Ziemi doskonałości ».
Przekazy wspominają drugą śmierć, która wiedzie ku końcowi duszy niepokornej wobec woli Boga : « dusza, która niszczy samą siebie, rozproszy się, wytracając stopniowo i nieustannie drobiny swojego jestestwa ; Bóg jest zawsze gotowy do ożywienia przez Swoją miłość niezrównanie jeśli chcesz, ale bez tego pragnienia dusza wraca do nicości. [...] nic nie ginie, kiedy dusza odmawia żywienia się miłością, Chlebem życia. Ponownie, ta dusza umiera jako osobowość, lecz nie jako siła immanentnie: zwraca się do dyspozycji Boga. [...] Dusze, które odmawiają poddania swojej woli Bogu, z miłości i w miłości, wracają do nicości. Cierpliwość Boga ma ograniczenie, jest niebezpiecznie o tym nie pamiętać. [...] Jeśli nasz upór prowadzi nas do drugiej śmierci, niszcząc nasze jestestwo indywidualne, substancja spirytualna zgodnie z wolą Boga powraca i zasila najróżnorodniejsze i liczne inne energie (służy im), rozproszone bądź konkretne. »
Pierre Monnier mówi że nieświadomość nie wystarczy, aby doprowadzić dusze do drugiej śmierci, czyli do piekła ale uzasadniona decyzja o odmowie kochania. Pierre Monnier jednak twierdzi że cierpliwość Boża poczeka na nawrócenie się Szatana.
Zgodnie z przekazami, po śmierci, ludzie tracą ciało materialne ale zachowują ciało duchowe mającą taki sam wygląd jak ciało fizyczne, mniej niedomagające, nawet przed ich zjednoczeniem z Bogiem, które jest ostatnim etapem ewolucji duchowej w zaświatach, zjednoczenie a nie rozpuszczenie się, pozostawiając duszy własną tożsamość.

## Ouvrages
- Cécile Monnier, Je suis vivant : lettres de Pierre, soldat de France, soldat du Christ, 1920 (809 pages; éd. P. Leymarie)
- Cécile Monnier, Je suis vivant. Lettres de Pierre, soldat de France, soldat du Christ, t. 2, 1920 (455 pages; éd. P. Leymarie)
- Cécile Monnier, Lettres de Pierre, 1923 (926 pages; impr. Bussière)

Aux éditions Fischbacher :
- Cécile Monnier, Lettres de Pierre. I, 5 août 1918 – 31 juillet 1919, 1928 (4 + 454 + 50 p.)
- Cécile Monnier, Lettres de Pierre. II, 1 août 1919 – 30 juin 1920, 1929 (465 + 62 p.)
- Cécile Monnier, Lettres de Pierre. III, 14 juin 1920 – 20 août 1921, 1929 (472 + 60 p.)
- Cécile Monnier, Lettres de Pierre. IV, 21 août 1921 – 15 juillet 1923, 1929 (456 + 68 p.)
- Cécile Monnier, Lettres de Pierre. V, 27 juillet 1923 – 26 juillet 1927, 1930 (484 + 43 p.)
- Cécile Monnier, Lettres de Pierre. VI, 9 août 1927 – 7 juin 1931, 1931 (429 + 44 p.)
- Cécile Monnier, Lettres de Pierre. VII, 28 août 1931 – 9 janvier 1937, 1948 (119 p.)
- M. Stuart-Roussel, Introduction aux "Lettres de Pierre", 1949
- Cécile Monnier, Le chemin. Extraits des "Lettres de Pierre", 1943 (209 pages)
- Cécile Monnier, au-delà de la mort : messages extraits des "Lettres de Pierre", 2 vol., 1948
- Cécile Monnier, La souffrance : messages extraits des "Lettres de Pierre", 1945 (230 pages)

Aux éditions F. Lanore :
- Cécile Monnier, Lettres de Pierre, intr. de Jean Prieur, t. 1, 1980
- Cécile Monnier, Lettres de Pierre, intr. de Jean Prieur, t. 2, 1982, réimp. 1993 (532 pages) ; extraits :
- Cécile Monnier, Lettres de Pierre, t. 3
- Cécile Monnier, Lettres de Pierre, t. 4, 1984, réimp. 1993 (532 pages) ; extraits :
- Cécile Monnier, Lettres de Pierre, t. 5, 1987, réimp. 1993 (532 pages) ; extraits :
- Cécile Monnier, Lettres de Pierre, t. 6, 1993 (532 pages) ; extraits :
- Cécile Monnier, Lettres de Pierre, t. 7, 1990 (127 pages) ; extraits :